# Lefebvrea atropurpurea
Lefebvrea atropurpurea là một loài thực vật có hoa trong họ Hoa tán. Loài này được (A. Rich.) P. Winter mô tả khoa học đầu tiên năm 2008.